# Pygmalion (Kypr)
Pygmalion byl kyperský král, který se zamiloval do sochy bohyně Afrodíty. Podle pozdější verze pověsti byl sochařem, který vytvořil bohyninu sochu ze slonoviny a zamiloval se do ní. Afrodíta vyslyšela Pygmalionovy prosby a sochu oživila. Tak byla stvořena Galateia, kterou Pygmalion pojal za manželku. Jejich dcerou (podle jiné verze synem) byla Pafos. Její jméno dnes nese město Pafos.
Tento námět byl mnohokrát umělecky zpracován. Patrně nejznámější je divadelní hra George Bernarda Shawa Pygmalion (1912, premiéra 1914).